# مولن
شهر مولن (به فرانسوی: Melun) در شهرستان سن-اِ-مارن در ناحیه ایل-دو-فرانس با جمعیت ۳۷٬۶۶۳ نفر در کشور فرانسه واقع شده‌است